# Поддембице (гмина)
Поддембице (пол. Poddębice) — гмина (волость) в Польше, входит как административная единица в Поддембицкий повет, Лодзинское воеводство. Население — 15 994 человека (на 2004 год).

## Сельские округа
1. Адамув
2. Антонина
3. Балин
4. Балджихув
5. Божевиско
6. Хропы
7. Доминиковице
8. Дзежонзна
9. Феликсув
10. Гибашев
11. Голице
12. Гура-Балджиховска
13. Бусина
14. Гура-Балджиховска-Колёня
15. Грохолице
16. Юзефув
17. Юзефув-Колёня
18. Калув
19. Карнице
20. Клементув
21. Кобыльники
22. Кремпа
23. Ксаверцин
24. Лесник
25. Липки
26. Липница
27. Любишевице
28. Ленжки
29. Малене
30. Немыслув
31. Невеш
32. Невеш-Колёня
33. Нова-Весь
34. Новы-Пудлув
35. Панашев
36. Подгурче
37. Порчины
38. Прага
39. Пудлувек
40. Ронкчин
41. Семпулки
42. Стары-Пудлув
43. Сворава
44. Близня
45. Яблонка
46. Мале
47. Шарув
48. Тарнова
49. Тумусин
50. Вильчкув
51. Вулька
52. Загужице

## Соседние гмины
1. Гмина Даликув
2. Гмина Добра
3. Гмина Лютомерск
4. Гмина Пенчнев
5. Гмина Унеюв
6. Гмина Вартковице
7. Гмина Задзим